# Valles de Bolivia
Los Valles son una región geográfica de Bolivia que se encuentra en una franja de norte a sur del país, entre la cordillera de los Andes y las tierras bajas del país, a una altura intermedia de 2.000 m s. n. m. Comprendiendo la parte centro-occidental y austral del departamento de Cochabamba, el extremo boreal (Norte-Potosí) y el costado oriental del departamento de Potosí, el lado occidental de la mitad de los departamentos de Chuquisaca y de Tarija, los valles subandinos secos y los húmedos o Yungas que bordean de la parte centro-occidental hasta la austro-oriental del departamento de La Paz, además de la porción más occidental del departamento de Santa Cruz.
Cochabamba es la ciudad del valle, por antonomasia, con una población de 632.013 habitantes (según el Censo INE 2012). Los valles del departamento de Cochabamba y el norte del departamento de Chuquisaca son considerados como los valles centrales o valles altos junto al oriente del departamento de Potosí, mientras que los municipios del centro y oeste del departamento de Tarija son considerados como el inicio y la parte más sur de los valles o de la zona subandina, y son denominados como valles bajos o simplemente valles del sur.

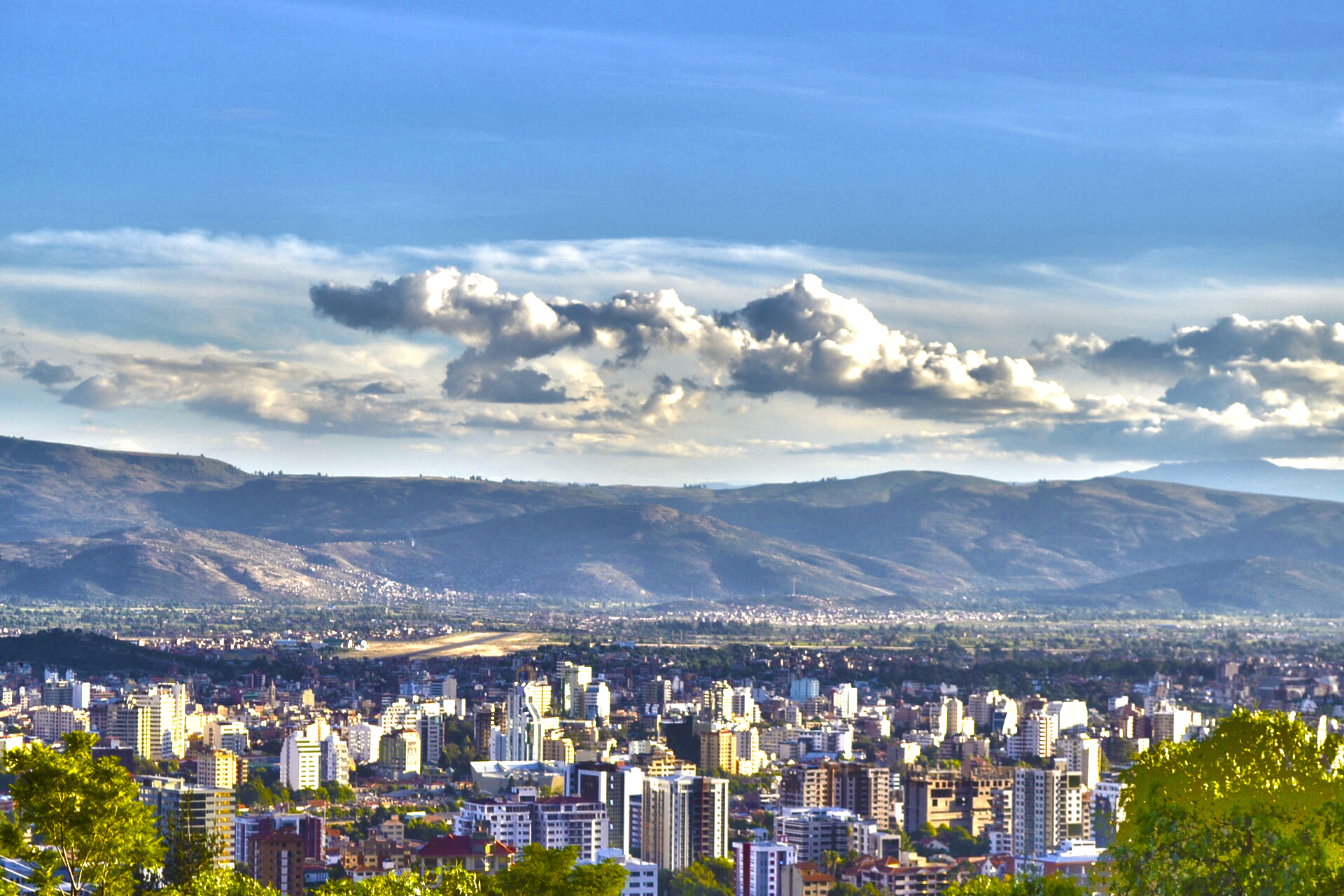
Cochabamba, la tercera ciudad más poblada de Bolivia.
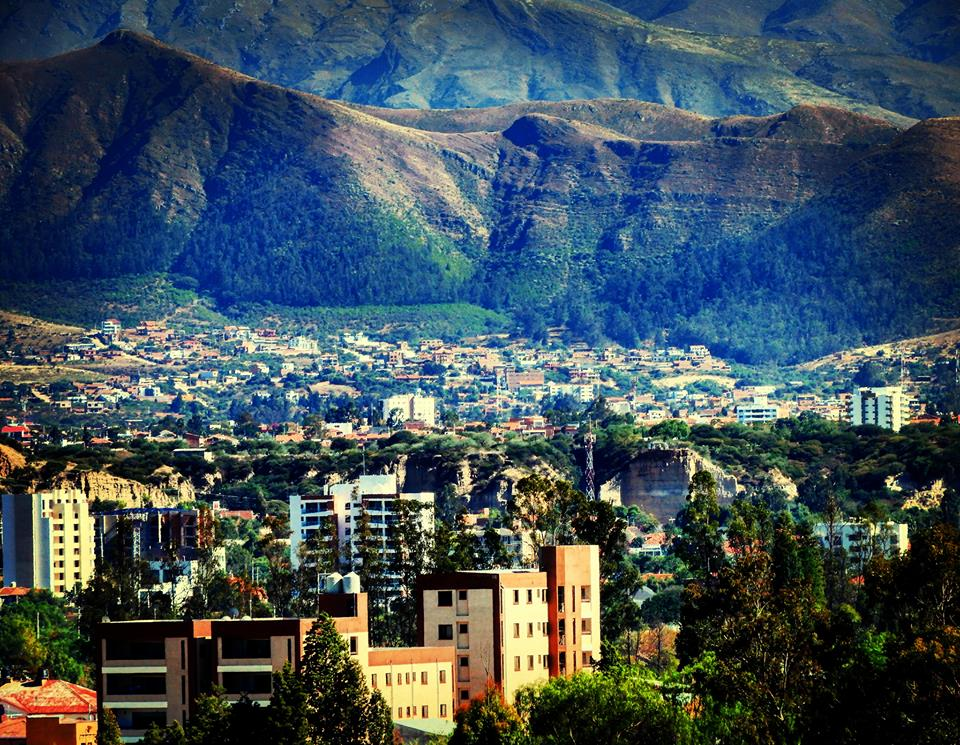
Tarija, la séptima ciudad más poblada de Bolivia.
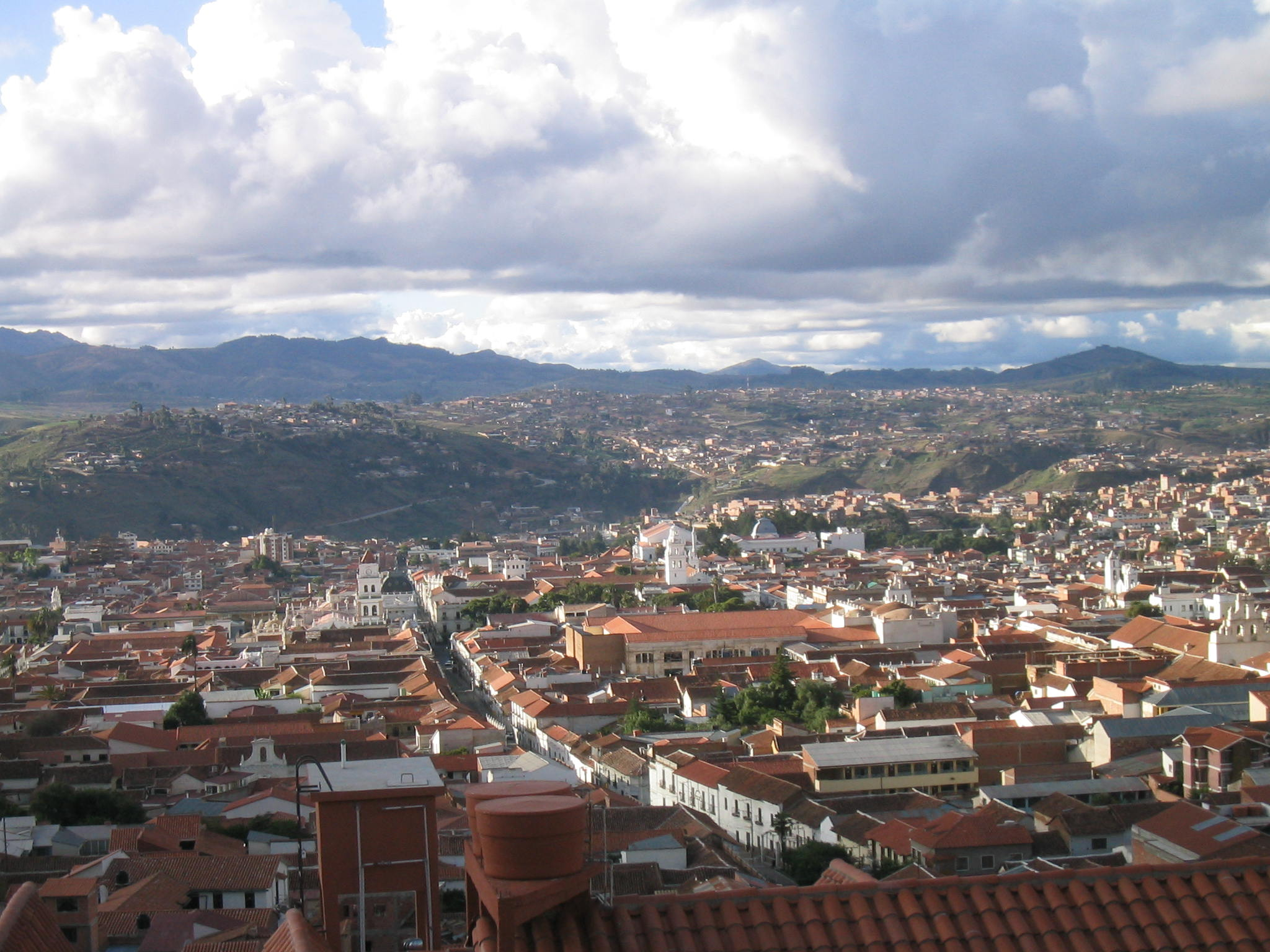
Sucre, la capital de Bolivia y quinta ciudad más poblada.

## Agricultura
En las tierras aún destinadas a la agricultura se realiza generalmente el cultivo de camote, quinua, maíz, hortalizas, verduras y frutas.

## Demografía

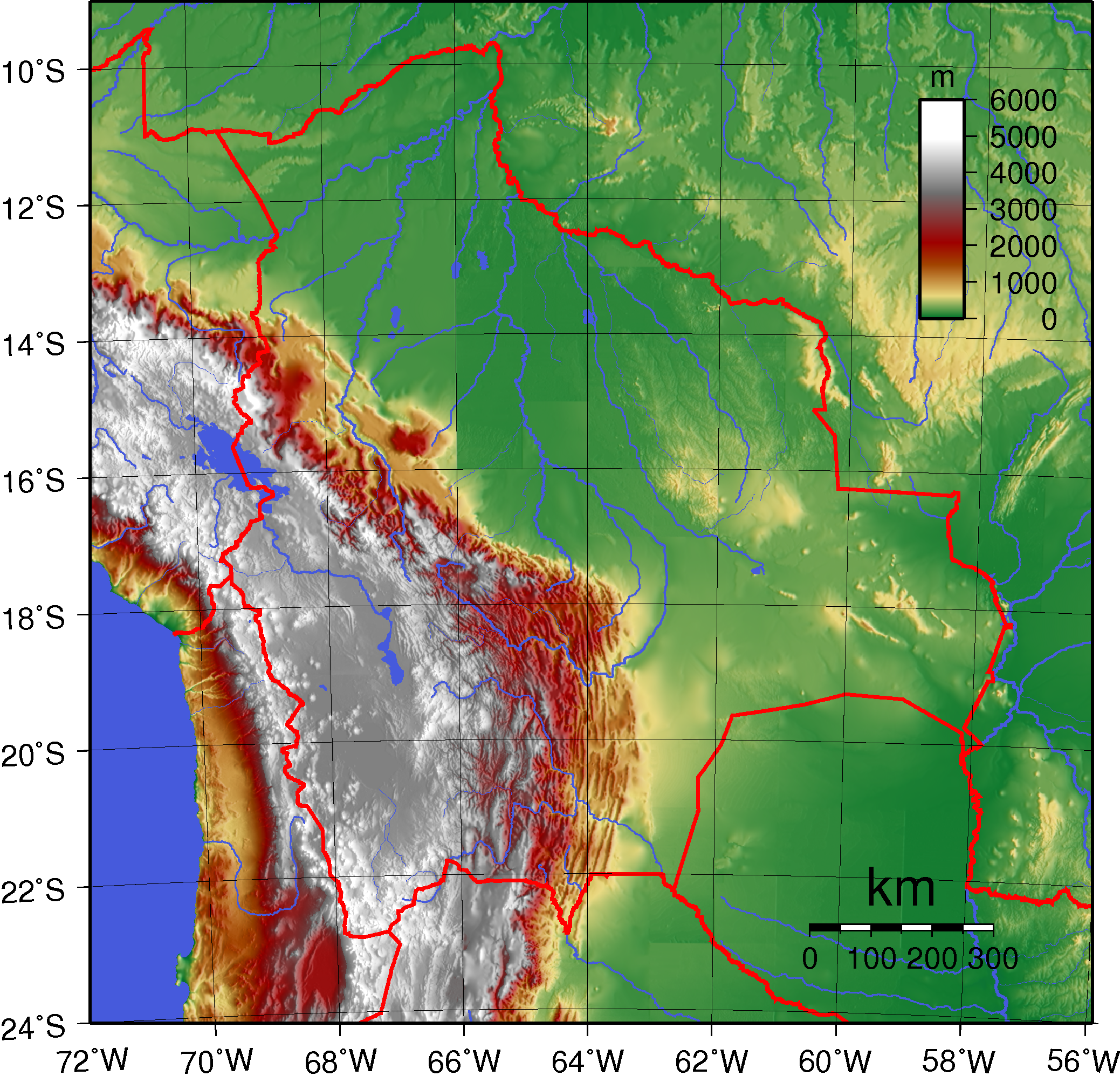
Mapa topográfico de Bolivia con los valles en color marrón.

La población de los valles varía de acuerdo a la definición de los límites de los valles en Bolivia. En la tabla inferior se consideran las siguientes provincias como parte de los denominados valles de Bolivia, si bien puede que solo una parte de la provincia queda dentro de esta región:
| Provincia          | Departamento | Población (2012) | Superficie (km²) |
| ------------------ | ------------ | ---------------- | ---------------- |
| Modesto Omiste     | Potosí       | 44906            | 2260             |
| Sud Chichas        | Potosí       | 56048            | 8158             |
| Nor Chichas        | Potosí       | 42447            | 8979             |
| Linares            | Potosí       | 49796            | 5136             |
| Charcas            | Potosí       | 40882            | 2964             |
| General Bilbao     | Potosí       | 10331            | 640              |
| Arce               | Tarija       | 53186            | 5205             |
| José María Avillés | Tarija       | 20271            | 2637             |
| Cercado            | Tarija       | 205375           | 2074             |
| O'Connor           | Tarija       | 21991            | 5309             |
| Méndez             | Tarija       | 35217            | 4861             |
| Sud Cinti          | Chuquisaca   | 25333            | 5484             |
| Nor Cinti          | Chuquisaca   | 77370            | 7983             |
| Hernando Siles     | Chuquisaca   | 32652            | 5473             |
| Azurduy            | Chuquisaca   | 24855            | 4185             |
| Tomina             | Chuquisaca   | 35556            | 3947             |
| Belisario Boeto    | Chuquisaca   | 11161            | 2000             |
| Zudáñez            | Chuquisaca   | 39009            | 3738             |
| Yamparáez          | Chuquisaca   | 27005            | 1472             |
| Oropeza            | Chuquisaca   | 288039           | 3943             |
| Vallegrande        | Santa Cruz   | 26576            | 6414             |
| Caballero          | Santa Cruz   | 23309            | 2310             |
| Florida            | Santa Cruz   | 32842            | 4132             |
| Campero            | Cochabamba   | 35763            | 5550             |
| Mizque             | Cochabamba   | 35806            | 2730             |
| Arani              | Cochabamba   | 18444            | 506              |
| Tiraque            | Cochabamba   | 42072            | 1739             |
| Esteban Arze       | Cochabamba   | 37245            | 1245             |
| Germán Jordán      | Cochabamba   | 34498            | 305              |
| Capinota           | Cochabamba   | 29744            | 1495             |
| Arque              | Cochabamba   | 20850            | 1077             |
| Tapacarí           | Cochabamba   | 24625            | 1647             |
| Quillacollo        | Cochabamba   | 335393           | 720              |
| Cercado            | Cochabamba   | 856198           | 391              |
| Ayopaya            | Cochabamba   | 54531            | 9620             |
| Punata             | Cochabamba   | 54655            | 850              |
| Inquisivi          | La Paz       | 66346            | 6430             |
| Loayza             | La Paz       | 47473            | 3370             |
| Sud Yungas         | La Paz       | 106428           | 5770             |
| Nor Yungas         | La Paz       | 36327            | 1720             |
| Caranavi           | La Paz       | 61524            | 3400             |
| Murillo            | La Paz       | 1669807          | 4705             |
| Larecaja           | La Paz       | 86122            | 8110             |
| Franz Tamayo       | La Paz       | 27088            | 15900            |
| Bautista Saavedra  | La Paz       | 16308            | 2525             |

El total de la población que vive dentro de estas provincias en los valles de Bolivia es de 4.921.404 habitantes (según el Censo INE 2012), lo que significa el 47,5 % de la población total de Bolivia. Es importante recalcar que no todos los municipios de las provincias mencionadas en la tabla forman parte de los valles y por tanto el número de habitantes puede ser menor. La provincia con mayor población en los valles es la provincia de Murillo en el departamento de La Paz con 1.669.807 habitantes. Sin embargo, se le tendría que restar la población del municipio de El Alto, dado que este se encuentra en la región del Altiplano boliviano y no así de los valles.

## Valles

### Valle de Alto Beni
El valle es atravesado por el río Alto Beni, que se forma por la confluencia de los ríos Cotacajes y Boopi. Administrativamente se encuentra en las provincias de Sud Yungas y Caranavi en el departamento de La Paz y la provincia de Ayopaya en el departamento de Cochabamba. El valle está rodeado por la Serranía de Marimonos, Tacuaral y Bella Vista, con una altitud que varía entre los 1.200 y 400 m s. n. m. Es hogar del pueblo indígena mosetenes, que viven en comunidades como Covendo y Santa Ana de Mosetenes. Este valle está formados por sedimentos cretácicos y terciarios y litológicamente corresponden a bancos de arenisca, algunos con concreciones calcáreas, lutitas y conglomerados.

### Valle de Caraparí
El valle de Caraparí está un altitud de 700 - 1000 m s.n.m., ubicado entre la Serranía del Aguaragüe al este y la Serranía de Santa Rosa al oeste, en la región del Chaco boliviano. Administrativamente se encuentra en la provincia del Gran Chaco en el departamento de Tarija. La localidad principal del valle es la localidad de Caraparí, que fue fundada por el jesuita Pedro Lozano el 20 de agosto de 1658, y luego mediante Decreto Supremo del 12 de agosto de 1876 fue erigida como capital de la Segunda Sección Municipal de la provincia Gran Chaco.

### Valle de los Chichas
Abarca las provincias Nor Chichas, Sud Chichas y Modesto Omiste ubicadas en el sur del departamento de Potosí. Aquí se desarrolló la cultura de los Chichas, que fue un pueblo indígena en el sur de Bolivia. La ciudad principal de esta región es la ciudad de Tupiza.

### Valle de Chuquiago Marka
La Paz es la ciudad predominante en este valle, aunque suele llamársela más como La hoyada. Es un cañón o conjunto de cañones, que forman una gran depresión geológica de ríos y torrenteras, entre la gran meseta andina y la Cordillera Real,  esta formación orográfica ha dado origen a elevaciones cuyas alturas varían entre los 3200 y 4000 metros por sobre el nivel del mar en el área de Valles Interaltiplánicos del Norte, donde se destaca el Valle de Chuquiago como tal, que es el área central de la ciudad de La Paz, enlazada a los cajones del Chuquiaguillo y Caiconi por el cañón y pradera de Miraflores, además de las hoces de Llojeta y Següencoma que, terminan en el valle de Obrajes donde se unen el  Río Choqueyapu, los ríos Orckojahuira, Cotahuma, más abajo las torrenteras Chacacoa y Mejajahuira, contrastando esta primera parte levemente con los Valles Interaltiplánicos del Sur de alturas oscilantes entre los 2800 y 4000 metros por sobre el nivel del mar, siendo éstos: El valle de Calacoto que es vértice de las praderas de Cota-Cota y Chasquipampa mediante los cañadones del Pedregal, además de los cañones Achumani, Koani, Irpavi y la garganta de Aranjuez, donde se juntan al Río Choqueyapu los ríos Irpavi, Achumani y Huayñajahuira en el vértice denominado barrio de La Florida y haciendo el nudo hidro-geográfico entre el valle de Obrajes hacia el norte y al cañadón de Mallasa hacia el sur que es enlace al cajón de Achocalla, acá los ríos Choqueyapu y Achocalla forman el Río de La Paz enlazándose y discurriendo todos a los valles de Río Abajo (Huajchilla, Mecapaca, El Palomar y Huaricana). 
Investigaciones científicas establecen que alrededor del año 800 d. C. se asentaron en este valle grupos de poblaciones de la cultura tiahuanaco, posteriormente durante la era de los Señoríos Aymaras, era posesión del grupo de los Pacajes y quienes le dieron nombre vernáculo de Ch'uki-Yapu (ch'uki = oro y yapu = sementera o huerto) debido a la agricultura y explotación aurífera practicada en la zona del área principal.

### Valle Bajo de Cochabamba
Se ubica a las faldas del pico, cordillera y parque nacional Tunari, además de las serranías del Sayari, Amiraya, Quenamari y de El Abra. Estos montes forman una extensa planice vernacularmente denominada como el Valle de Kanata; está formado por las ciudades de Cochabamba y Quillacollo junto a las poblaciones de Sipe-Sipe, Suticollo, Vinto, Colcapirhua, Tiquipaya y Sacaba, además siendo parte del área metropolitana de Kanata; su altitud promedio es de 2500 metros por sobre el nivel del mar, formando la totalidad de las provincias Cercado y Quillacollo, además de parte de la provincia Chapare.
La región se encuentra dentro del Valle Central haciendo de vértice entre el Valle Alto y el Valle Bajo. Del Tunari y su serranía descrita en el párrafo anterior y ubicado en la parte norte, fluyen las aguas de numerosos ríos de pequeña envergadura que discurren afluyendo al Río Rocha en la parte más baja y plana del valle, en el pasado estas planicies generaron numerosos pantanos lo que dio Origen al nombre de Cochabamba, modificación del quechua: k'ocha-pampa, que significa llanura de lagunas o pantanos que fueron drenados, los riachuelos y torrenteras en conjunto con el Río Rocha fueron reencausados. 
El Río Rocha discurre a lo largo de toda la región metropolitana, iniciándose en Sacaba en dirección este-oeste pasando por el corazón mismo de la ciudad de Cochabamba, en donde hace un giro hacia el sur, siendo este reencauce hecho por Martín de la Rocha a la fundación de esta ciudad en 1574 con propósitos agrícolas, se une al Río Tamborada en la parte centro sur de este valle, discurriendo nuevamente de este a oeste, pasando por Colcapirhua, Quillacollo, Vinto y Sipe Sipe, en la parte más sur de todos estos municipios existen vestigios de los pantanos y pasando estos pantanos existe una cadena de colinas de baja altura que dan la respectiva estructura en "U" de un valle y que forman en conjunto el ecosistema demasiado fértil por disponibilidad del agua y la forma de invernadero del valle que proporciona un clima templado a elevada altura.

### Valle de la Concepción
En los alrededores de la ciudad de Tarija se encuentra el Valle de la Concepción, donde se encuentra el pueblo de Uriondo, de alrededor de 2500 habitantes. Ofrece a sus visitantes, campiñas de vinos y viñedos, balnearios naturales, variedad de vinos y singanis de altura (elaborados con materias primas producidas a más de 1700 m s. n. m.), está ubicado a tan sólo 25 minutos de la ciudad de Tarija, se realiza la Fiesta de la Vendimia Chapaca, donde la cosecha de la uva representa el momento más importante para todo viticultor pues es la culminación del esfuerzo de un año de dedicación en el cultivo de la vid; días previos a la Vendimia se lleva a cabo el Encuentro El Arte y El Vino, espacio que reúne a artistas de varias disciplinas durante 10 días, la plaza principal del Valle de la Concepción se convierte en el escenario para que artistas plásticos de pintura y escultura realicen sus obras compartiendo con la población y visitantes.

### Valle de Cinti
El valle de Cinti, o valle de los Cintis, se encuentra en el sur del departamento de Chuquisaca (provincia de Nor Cinti: municipios de Camargo, San Lucas, Incahuasi, Villa Charcas y provincia de Sud Cinti: Villa Abecia, Las Carreras, Culpina). Está conformado por un valle alto constituido por varias cuencas pequeñas y un cañón estrecho alargado que recorre de norte a sur, con altitudes que varían entre 2200 y 3600 m s. n. m. y una longitud total de 80 km. Tiene como característica principal la producción de vinos y singanis. El valle de los Cintis es la primera región de Bolivia donde se cultivo el vid.
El turismo es una industria creciente en esta región, debido a sus atractivos paisajísticos, sus vestigios de la época republicana, precolombina y prehistórica.

### Vallegrande
Los valles están localizados al suroeste del departamento de Santa Cruz, colindando con los departamentos de Cochabamba y Chuquisaca. Forma parte de las provincias de Vallegrande (municipios de Comarapa, Mairana, Saipina, Pampa Grande, Samaipata, Trigal, Moromoro, Quirusillas, Postrer Valle, Pucará), Caballero Florida. Tiene una superficie de 734.000 ha.

### Valle del Ingre
Ubicada en el departamento de Chuquisaca, es una depresión longitudinal en la región del chaco boliviano que sigue el curso del río Ingre, que corre en dirección meridiana entre los ríos Parapetí y Pilcomayo. El valle del Ingre tiene unos 80 kilómetros de largo y unos pocos de ancho que varían según el sector del valle y esta entre los 600 - 900 m s.n.m. . El río Ingre recolecta torrentes y riachuelos que en ambas vertientes forman unos desfiladeros o “goteras” de paso dificultoso. Fue parte del territorio de los indígenas chiriguano, mencionado por primera vez en la encuesta de Mosquera en 1573 con el nombre de Yre, que significa “agua hedionda” en guaraní.

### Valle de Itaú
El valle de Itaú, se encuentra entre la Serranía de Santa Rosa al este y la Serranía Alto de las Cañas al oeste, siguiendo el curso del río Itaú.

### Valle de Mairana
El valle de Mairana se encuentra al oeste del valle de Samaipata, separado por una pequeña sierra. Administrativamente se encuentra en la provincia Florida en el departamento de Santa Cruz. Geológicamente, el valle de Mairana fue un sinclinal que por fallamientos posteriores ha sido ampliado en su parte central. Luego este valle sinclinal ha sufrido un fuerte proceso de erosión, rebajando considerablemente el nivel original. Posteriormente, por elevación del nivel de base original del río, comenzó la deposición de los sedimentos, acumulando una gruesa capa de sedimentos aluviales donde se formaron los suelos.

### Valle de Samaipata
El valle se encuentra en los confines orientales de la cordillera de los Andes, cerca al denominado codo de los Andes. Administrativamente se encuentra en la provincia Florida, en el departamento de Santa Cruz, y debe su nombre al pueblo de Samaipata. Es un destino turístico conocido por su clima templado, además de tener cerca el Fuerte de Samaipata, un sitio arqueológico declarado Patrimonio de la Humanidad. Desde el año 2000 se ha empezado a producir vinos alrededor del pueblo, caracterizado por la altura en la que se cultivan las uvas.

### Valle de Sucre y Río Chico
El valle de Sucre está rodeado por montes de la cordillera de los Frailes al norte y oeste, la serranía de Maragua por el noreste y este, además de la serranía de Cal'Orcko al este y sureste, finalmente al sur con los cerros Sica Sica y Churuquella (dos antiguos volcanes apagados) que le abren paso a la pequeña altiplanicie de Azarí, un suburbio de la ciudad de Sucre, cerca de donde las cadenas montañosas se bifurcan para continuar o perder altura. Geográficamente se encuentra en una cabecera de valles de clima templado y seco, a una altitud promedio de 2798 m s. n. m.
Específicamente, está ubicada en la región geográfica de los valles subandinos de Bolivia, entre las tierras altas de la meseta andina y las tierras bajas de los llanos y del Chaco. Así mismo, en la zona se encuentra el límite entre los sistemas hidrográficos del Amazonas (ríos Chico y Grande) y los del río de La Plata (Cachimayu y Pilcomayo).
En los alrededores presenta hermosos paisajes que permiten paseos y caminatas en contacto con la naturaleza, culturas locales (Yampara, Jalqa) y sitios de importancia arqueológica o paleontológica descritos anteriormente.

### Valle de Tarija
El departamento de Tarija conforma la zona alta o valles altos (El Puente y Yunchará) y son el inicio de los valle bajos del sur Bolivia; los valles o valles bajos (San Lorenzo, Cercado, Uriondo y Padcaya) considerado los valles bajos de Bolivia; y, en su mayor extensión por llanuras y serranías chaqueñas (Entre Ríos, Caraparí, Bermejo, Yacuiba y Villamontes). La ciudad del sur del país está situada en los valles bajos del país y del departamento: tiene una población aproximada de 200 mil habitantes y la rodean hermosos paisajes naturales donde se pueden realizar actividades de pesca y paseos por los viñedos más grandes del país. Los atractivos turísticos de la ciudad de Tarija incluyen el Museo Paleontológico, Arqueológico e Histórico, la iglesia de San Francisco, la Catedral San Bernardo de Tarija, y la Casa Dorada. En Tarija se encuentra la vid y los vinos que se producen a una altura superior a los 1700 m s. n. m. y forman parte del recorrido de la Ruta del Vino y Singani de Altura, que incluye la visita a viñedos, bodegas y atractivos naturales y culturales del valle tarijeño.
El cultivo de la uva en la región de Tarija es particularmente importante ya que abastece las industrias  vitivinícolas más importantes del país, el valle de Tarija con una área de cultivo de 0,2% del territorio nacional, representa 3/4 de la producción nacional de uva, de las cuales el 70.25% son destinadas a la industria vitivinícola, el área del valle de Tarija representa la mayor fuente agroindustrial del sur, la industria del vino es empleada por más de 2.000 de familias tarijeñas, organizadas en 39 comunidades. La región es poseedora de la mayor tradición en vinos de Bolivia la producción de uva se destina igualmente a la producción de singani.

### Valle de Zongo
Es un valle subandino ubicado en la provincia de Murillo en el departamento de La Paz, a 76 km al noroeste de la ciudad de La Paz. El valle sigue el curso del río Zongo naciendo detrás la cordillera Real, concretamente en la montaña del Huayna Potosí a 6 090 m s. n. m., recorriendo hasta los 800 m s.n.m. en la zona tropical de Los Yungas. Gran parte del territorio del distrito de Zongo, donde se encuentra este valle, conserva su biodiversidad y sus características naturales debido a la escabrosidad del terreno haciendo difícil la construcción adecuada para el acceso caminero seguido por una hilera intermitente de caseríos.